# NGC 6945
NGC 6945 ist eine elliptische Galaxie vom Hubble-Typ E/S0 im Sternbild Wassermann auf der Ekliptik. Sie ist schätzungsweise 176 Millionen Lichtjahre von der Milchstraße entfernt und hat einen Durchmesser von etwa 80.000 Lichtjahren.
Im selben Himmelsareal befindet sich u. a. die Galaxie NGC 6941.
Das Objekt wurde am 12. Juli 1864 von Albert Marth entdeckt.